# Pope megye (Illinois)
Pope megye az Amerikai Egyesült Államokban, azon belül Illinois államban található. Megyeszékhelye és legnagyobb városa Golconda. Lakosainak száma 3763 fő (2020. április 1.). Pope megye Saline, Massac, Hardin, Livingston, Johnson és Williamson megyékkel határos.

## Népesség
A megye népességének változása:
| Lakosok száma | 4459 | 4442 | 4271 | 4312 | 4226 | 3763 |
|               | 2010 | 2011 | 2012 | 2013 | 2015 | 2020 |